# Psychologie inversée

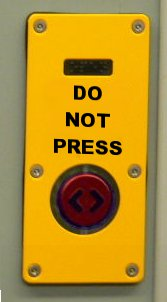
Une image humoristique : si vous installez une pancarte comme celle-ci, devinez ce qui se passera ? Autres informations : cette image a été adaptée et remixée de l’original à des fins humoristiques.

La psychologie inversée est une technique de communication consistant à tenir un discours ou adopter une attitude allant à l’encontre de ce que l’on souhaite en fait suggérer.
Cette technique s'appuie sur la réactance, c'est-à-dire le fait qu'un individu qui s'aperçoit que l'on tente de le convaincre, tend par esprit de contradiction à faire ou croire l'opposé de ce qui lui est suggéré.

## Domaines d'application

### Dans l'éducation
La psychologie inversée est souvent utilisée avec les enfants en raison de leur forte tendance à vouloir faire l'opposé de ce qui leur est demandé, craignant de perdre leur liberté qu'ils perçoivent menacée.
Les opinions divergent quant à l'utilisation de la psychologie inverse dans le cadre de l'éducation.
Certains sont pour et pensent qu'il s'agit d'une bonne stratégie : « Ordonnez aux enfants de rester à la maison quand vous voulez qu'ils choisissent d'aller jouer dehors. »
D'autres s'y opposent dans la mesure où « la psychologie inverse implique une habile manipulation de l'enfant désobéissant » et où le fait d'habituer un enfant à faire le contraire de ce qui lui est indiqué sape l'autorité du parent. Dans le cadre de l'éducation, les opposants à cette technique recommandent de « ne pas essayer d'utiliser la psychologie inversée [...] car cette stratégie est confuse, manipulatrice, malhonnête, car elle fonctionne rarement. »

### Dans la médecine
Proche de la psychologie inversée, l'approche psychothérapeutique utilise l'intervention paradoxale, aussi appelée prescription du symptôme ou encore anti-suggestion. L'intervention paradoxale consiste pour le thérapeute à accompagner son message par une intervention allant à l'opposé de l'objet de la suggestion.
Ce genre d'intervention « peut avoir un impact similaire à celui de l'humour, en aidant le patient à voir son problème sous un jour nouveau. (...) En choisissant d'aller dans le sens de la résistance du patient, et non à l'encontre, le thérapeute rend la résistance du patient moins efficace. »

### Dans la publicité
Fréquemment utilisée pour la promotion d'un produit, la psychologie inversée est pratiquée aussi dans la publicité dans la mesure où le consommateur aime ce qui est difficile à trouver.
Cette approche est utilisée notamment au Japon. Pour les Japonais, l'utilisation de la psychologie inversée dans la publicité résulte en la création d'une marque secrète qui ne comporte ni point de vente réguliers, ni catalogue, ni présence sur Internet : les gens aiment alors cette marque parce qu'elle est presque impossible à trouver.

### Dans les jeux vidéo
Dans le jeu vidéo The Neverhood, une grande évacuation d'eau est entourée de grosses pancartes signalant un péril majeur (« Danger! », « Don't jump in the drain! », « You will die! ») ; et pourtant, ces avertissements peuvent inciter le joueur à sauter, entraînant ainsi la fin prématurée de l'aventure.

### Dans la culture populaire
La mention « Ne pas presser le bouton » à côté d'un grand bouton rouge vif est une façon d'inciter la personne à justement presser le bouton.

### Dans les discussions d’amis
Une personne va dire l’inverse de ce qu’elle pense juste pour rire.

## Controverses
La psychologie inversée ne fonctionne pas face à un individu qui lui-même s'en sert au même instant, provocant ainsi l'annulation de la manœuvre.